# Ліндсі Маккеон
Ліндсі Джонсон Маккеон (англ. Lindsey Johnson McKeon; 11 березня 1982, Самміт, США) — американська акторка. Відома за свої ролі, такі як Мара Льюїс у т/с Дороговказне світло, Тейлор Джеймс в Школа виживання. Раніше вона знялася у спін-оффі Врятовані дзвінком: Новий клас, як Кеті Петерсон.

## Біографія
Маккеон народилася в Самміті, Нью-Джерсі і виросла в Лос-Анджелесі, Каліфорнія.

### Кар'єра
Вона з'явилася як гостя у т/с Надприродне (Тесса), Вероніка Марс (Тріш) і Школа виживання (Тейлор Джеймс, сестра Хейлі Джеймс Скотт). Її фільмографія включає Шредер і Класова боротьба.
У червні 2010 р. Маккеон почала з'являтися в ролі бармена в рекламі для пива Miller Lite.

## Особисте життя
У вільний час Маккеон захоплюється плаванням, верховою їздою, катанням на лижах, читанням творів Шекспіра, Джона Ірвінга і Майї Енджелоу. Вона у шлюбі з давнім бойфрендом Брантом Гівелі, церемонія відбулася 23 вересня 2013 р. в невеликому близькому оточенні.

## Фільмографія
| Рік                 | Назва                          | Роль              | Примітки                |
| ------------------- | ------------------------------ | ----------------- | ----------------------- |
| 1995                | Хлопець зустрічає світ         | Ліббі Харпер      | 1 епізод                |
| 1996                | Врятовані дзвінком: Новий клас | Кеті Петерсон     | 56 епізодів (1996–2000) |
| 1998                | Хлопець зустрічає світ         | Ліббі Харпер      | 1 епізод                |
| 1999                | Третій зайвий                  | Кенделл           | 1 епізод                |
| 2000                | Третя планета від сонця        | Тіффані           | 1 епізод                |
| 2000                | Протилежна стать               | Стелла            | 8 епізодів              |
| 2001                | Спеціальний юніт 2             | Жіноча жертва №1  | 1 епізод                |
| 2001                | Класова боротьба               | Крістен Маршалл   | Телефільм               |
| 2001                | Можливо, це я                  | Крістел           | 1 епізод                |
| 2002                | Можливо, це я                  | Крістел           | 1 епізод                |
| 2002                | Заземлення для життя           | Келлі             | 1 епізод                |
| 2002                | Весільна історія: Джош і Рева  | Мара Льюіс        | Телефільм               |
| 2002                | Дороговказне світло            | Мара Льюіс        | 2001–2004               |
| 2003                | Шреддер                        | Кімберлі Ван Аркс |                         |
| 2005                | Честіті                        | Честіті           |                         |
| 2005                | Школа виживання                | Тейлор Джеймс     | 4 епізоди               |
| 2005                | CSI: Маямі                     | Ноел              | 1 епізод                |
| 2005                | Завжди сонячно у Філадельфії   | Ребекка Кін       | 1 епізод                |
| 2006                | Надприродне                    | Тесса/Жнець       | 4 епізоди               |
| 2006                | Вероніка Марс                  | Тріш              | 1 епізод                |
| 2007                | Вероніка Марс                  | Тріш              | 1 епізод                |
| 2007                | Мертва справа                  | Діана Гілберт     | 1 епізод                |
| 2007                | Без сліда                      | Сара              | 1 епізод                |
| 2008                | IQ-145                         | Бет Броді         | 10 епізодів             |
| 2008                | Що тебе не вбиває              | Ніколь            |                         |
| 2009                |                                |                   |                         |
| Доктор Хаус         | Френні                         | 1 епізод          |                         |
| Катівня             | Медді                          |                   |                         |
| Земля, забута часом | Ліндсі Стівенс                 | Відео             |                         |
| 2010                | Школа виживання                | Тейлор Джеймс     | 4 епізоди               |
| 2010                | Репо                           | Домінік           | Завершений              |
| 2010                | Авіакатастрофа                 | Джина Вітале      | Завершений              |
| 2012                | 90210: Нове покоління          | Сюзанна           |                         |
| 2014                | Корінний                       | Стеф              |                         |